# Nebulosa de la Roseta

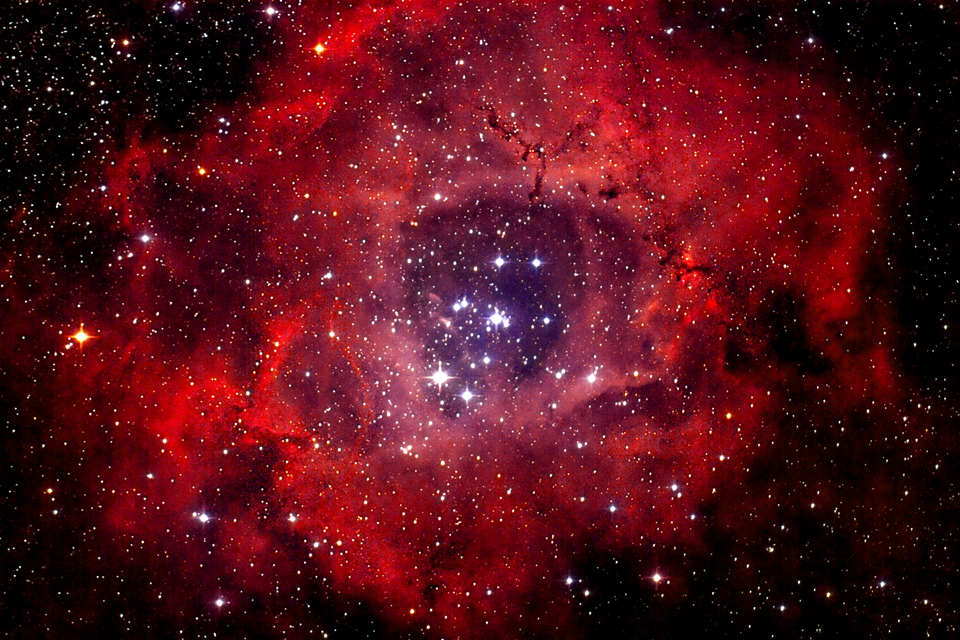
Nebulosa de la Roseta, Hα+RGB

La nebulosa de la Roseta (Caldwell 49) és una regió H II circular situada a l'extrem d'un núvol molecular gegantí de la constel·lació de Monoceros a la Via Làctia. El cúmul obert NGC 2244 (Caldwell 50) hi està íntimament relacionat, ja que les seves estrelles s'han format a partir de la matèria de la nebulosa.
El conjunt té les següents designacions al catàleg NGC:
- NGC 2237 – Part de la nebulosa (amb aquesta denominació hom es refereix habitualment a la nebulosa completa)
- NGC 2238 – Part de la nebulosa
- NGC 2239 – Part de la nebulosa (descoberta per John Herschel)
- NGC 2244 – El cúmul obert situat dins la nebulosa (descobert per John Flamsteed el 1690)
- NGC 2246 – Part de la nebulosa

El cúmul i la nebulosa es troben a una distància aproximada de 5.000 anys llum de la Terra, la nebulosa amida 130 anys llum de diàmetre cosa que fa que la seva extensió aparent al cel sigui de més d'1 grau (5 cops l'extensió de la lluna plena). La radiació de les estrelles joves del cúmul excita els àtoms de la regió els quals emeten radiació i fan visible aquesta nebulosa d'emissió. S'estima que la matèria continguda a la nebulosa equival a unes 11.000 masses solars.
Una imatge de la nebulosa que es va prendre des de l'observatori de raigs X Chandra ha permès descobrir nombroses estrelles acabades de néixer incrustades dins d'un dens núvol molecular. Són aproximadament unes 2.500 estrelles com per exemple HD 46223 and HD 46150, estrelles de gran massa i classe O. Aquestes estrelles són principalment les que causen el creixement d'una bombolla de gas ionitzat. La majoria de l'activitat de formació d'estrelles ocorre al dens núvol molecular situat al sud-est d'aquesta bombolla.
S'observa també una brillantor difusa en raigs X a la bombolla que s'ha atribuït a un plasma que es troba a gran temperatura (entre 1 i 10 milions de kèlvins). Això és significativament més calent que les regions H II (uns 10.000 K), aquest plasma es produeix probablement per la radiació en forma de vent estel·lar que prové de les grans estrelles de classe O que s'anomenaven anteriorment.

## Observació

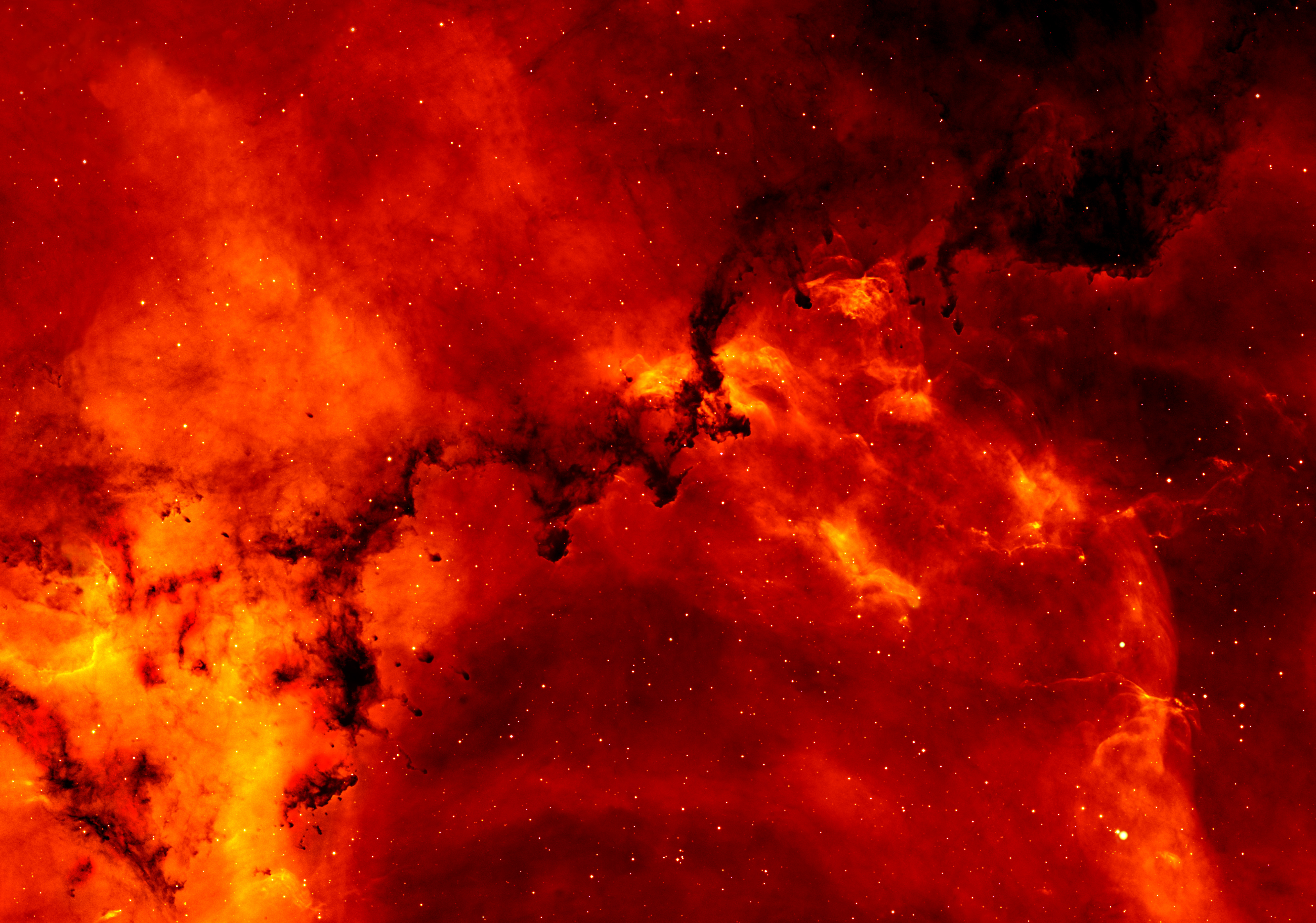
Detall de la part central de la Nebulosa de la Roseta, les parts fosques són núvols de pols interestel·lar que bloquen el pas de la llum

El cúmul obert és visible amb binocles i fàcil d'apreciar amb petits telescopis, la nebulosa en canvi és més difícil d'observar visualment i requereix cels foscos i un bon equip. Fotogràficament la Nebulosa de la Roseta és fàcil de retratar i és l'única manera de captar el seu color vermellós no apreciable visualment.